# Hans Rudolf Zöbeley
Hans Rudolf Zöbeley (* 27. Mai 1931 in Mannheim; † 5. Dezember 2007 in Garmisch-Partenkirchen) war ein deutscher Komponist, Chorleiter und Kirchenmusiker.

## Leben und Werk
Der Sohn des badischen Pfarrers Rudolf Zöbeley und der Martha Bälz studierte Klassische Philologie und Mediävistik an der Universität Heidelberg sowie Musikwissenschaft an der Hochschule für Kirchenmusik Heidelberg. 1955 legte er das Staatsexamen in Heidelberg ab, 1957 die A-Examen als hauptamtlicher Kirchenmusiker. 1963 promovierte Zöbeley bei Thrasybulos Georgiades (1907–1977) in München mit der Schrift Die Musik des Buxheimer Orgelbuchs. 1962 folgte die Berufung zum Dozenten am Richard-Strauss-Konservatorium München, 1979 wurde er zum Universitätsmusikdirektor der Ludwig-Maximilians-Universität München ernannt.
Drei Chöre hat Zöbeley entscheidend mitgeprägt: 1960 gründete er den Münchner Motettenchor und leitete ihn fast vierzig Jahre lang, bis zu seiner Emeritierung im Jahre 1998. Zusätzlich stand er von 1962 bis 1980 an der Spitze des Chores der Münchner Philharmoniker. Von 1969 bis 2002 war er künstlerisch-musikalischer Leiter des Universitätschores München. Zudem war er bis Sommer 1997 als Kirchenmusikdirektor an der Münchener Kirche St. Matthäus, der Predigtstätte des Landesbischofs der Evangelisch-Lutherischen Kirche in Bayern, tätig.
Sein Sohn Martin Zöbeley ist Leiter der Gruppe für Alte Musik München.